# Tracey Emin
Tracey Emin (Croydon, Inglaterra, 1963) es una artista británica conocida por su obra autobiográfica y confesional. Emin trabaja con medios como el dibujo, la pintura, la escultura, la fotografía, el texto en neón y la costura. Fue la "enfant terrible" de los Young British Artists durante los años ochenta, y es actualmente una Royal Academician.

## Trayectoria
Emin nació en Londres, pero creció en Margate. Estudió arte en Maidstone, luego regresó a Londres donde estudió pintura en el Royal College of Art. En sus inicios se reconoce la influencia de Edvard Munch y Egon Schiele; Tracey Emin destruyó todos sus cuadros de la primera etapa. Posteriormente a sus estudios en pintura, se inició en la Filosofía.
Emin forma parte del grupo de los Young British Artists, una generación de artistas británicos reconocidos al principio de su carrera, Emin es tal vez la segunda en notoriedad del grupo tras el mediático Damien Hirst. My Bed es su obra más conocida, desde que formó parte de la terna final del premio Turner en 1999. La pieza consistía en su propia cama sin hacer, con las sábanas con manchas amarillas, y en el suelo de alrededor había artículos de su habitación, como condones, paquetes de cigarrillos vacíos, un par de bragas con manchas menstruales y otros detritus domésticos, incluyendo un par de zapatillas. Aunque no ganó, la obra concitó enorme atención y abundantes crónicas en la prensa internacional. Su obra más conocida, "My Bed", fue vendida por doscientos veinticinco mil dólares.
Actualmente Tracey publica artículos semanales en el periódico en línea The Standard, donde nos cuenta sobre sus experiencias personales con el arte. 

## Obra
Al inicio de su carrera como artista, Emin abrió una tienda llamada The Shop en Bethnal Green en sociedad con Sarah Lucas. Vendían obras de ambas, incluyendo camisetas y ceniceros con la imagen de Damien Hirst.
En 1994 realizó su primera exposición individual en la galería de arte White Cube, una de las más importantes galerías de Londres. Se tituló Mi mayor retrospectiva y fue típicamente autobiográfica. Consistía en fotografías personales y fotos de sus hoy destruidas primeras pinturas junto a objetos que muchos artistas no sacarían al público como paquetes de cigarrillos que llevaba su tío cuando murió decapitado en un accidente de tráfico. Su disposición por enseñar detalles de su vida privada es uno de los sellos distintivos de su obra.
Emin se hizo artista reconocida cuando en 1997 el canal Channel 4 de televisión le realizó una entrevista especial. Fue un programa con un debate serio e intenso, donde Emin estaba completamente drogada, en parte por los tranquilizantes que había tomado para calmar el dolor de un dedo roto; durante toda la entrevista no paró de decir que quería regresar a su casa con su madre.
Dos años después en 1999 Emin formó parte de la lista de artistas escogidos para el premio Turner (Turner Prize) y expuso su cama bajo el título My Bed (literalmente "mi cama") en la galería Tate Gallery. 
Una de sus más destacadas obras es Everyone I Have Ever Slept With 1963-95, una tienda de campaña adornada con los nombres de todas las personas con quienes alguna vez durmió, incluidos compañeros sexuales, familiares con quienes trasnochó en su infancia, su hermano mellizo y sus dos embarazos perdidos. Alguna vez, sin temor, Emin dijo que esta exposición se trataba menos de sus conquistas sexuales que de su intimidad en un sentido general. La costura que utiliza Emin para esta pieza, con la que escribe los nombres de todas las personas, aparece en algunas otras de sus obras. Ésta, junto con muchas otras suyas y de otros artistas YBA como los hermanos Chapman, fue destruida en un incendio en Londres el 26 de mayo de 2004.